# Triclorură de fosfor
Triclorura de fosfor este un compus chimic al fosforului cu clorul cu formula chimică PCl3. Este un lichid incolor, avid de apă și foarte periculos în caz de ingerare. Poate fi preparată prin arderea fosforului alb într-un curent de clor gazos. 

## Proprietăți
Triclorura de fosfor este un lichid incolor și mobil care, fiind avid de apă, fumegă în aer, cu miros sufocant și acțiune lacrimogenă. Triclorura de fosfor dizolvă fosforul și este miscibilă cu sulfură de carbon.

### Chimice
Triclorura de fosfor reacționează cu apa prin hidroliză, obținându-se acid fosforos și acid clorhidric prin, după reacția:
PCl3 + 3H2O = H3PO3 + 3HCl
Prin reacția dintre clorul gazos și triclorura de fosfor se obține pentaclorura de fosfor, o substanță solidă alb-gălbuie.

## Preparare
Triclorura de fosfor se prepară prin arderea fosforului alb într-un curent de clor. Experiența se realizează numai sub nișă, după reacția: 
2P + 3Cl2 = 2PCl3 + 154 kcal
Reacția mai poate fi scrisă și astfel:
P4 + 6Cl2 = 4PCl3 
Purificarea substanței se poate face prin distilare fracționată.

## Toxicitate
Triclorura de fosfor este toxică, iar o concentrație de 600 de părți per milion pot fi letale în doar câteva minute,  iar la o concentrație de 0,004 mg/L aer provoacă moartea după șase ore. 
Este clasificată ca fiind foarte toxică și corozivă de către Directiva Europeană. Se recomandă ca, la manipularea triclorurii de fosfor, să se poarte îmbrăcăminte de protecție și echipament pentru protejarea ochilor și a feței. În caz de înghițire se clătește gura și nu se provoacă voma, iar în caz de inhalare, victima trebuie transportată într-un loc cu aer liber și menținută în stare de repaus, într-o poziție confortabilă pentru respirație. În cazul contactului cu ochii, se clătește zona cu atenție cu apă pentru o perioadă de mai multe minute. Dacă se poartă lentile de contact, se impune scoaterea și clătirea în continuare.  E clasificată triclorura de fosfor ca fiind toxică. 